# Brahmana suffusa
Brahmana suffusa is een steenvlieg uit de familie borstelsteenvliegen (Perlidae). De wetenschappelijke naam van de soort is voor het eerst geldig gepubliceerd in 1852 door Walker.